# XOP
XOP, XML-binary Optimized Packaging, är en W3C-rekommendation för effektiv kodning av XML-data som innehåller binär information. Rekommendationen blev beslutad inom W3C i januari 2005 efter utvecklingsarbete under hela 2004.
XOP ersätter de delar av XML-data som är base64-kodat med en URI. Den binära informationen binärkodas och läggs i XOP-paketet. Om ett tillämpningsprogram redan har binärkodad information behöver den inte base64-kodas utan läggs direkt i binärformat i XOP-paketet.
XOP används bland annat inom MTOM, en W3C-rekommendation för sändning av SOAP-meddelanden med binär information.